# 複雑な動きをする台風
複雑な動きをする台風（ふくざつなうごきをするたいふう）は、時に進路予報が難しいことのある台風である。迷走台風（めいそうたいふう）という呼び方もあるが、気象庁では「台風が迷走しているわけではないので用いない」用語としている。

## 概要
通常、台風は小笠原諸島や南西諸島を除いて日本近辺では偏西風に乗って北東に進む。しかし、夏（近年は夏以外の季節も）は太平洋高気圧に覆われて偏西風も弱いため、台風の動きが遅く、時には大きく南下したりして、北部九州を1周するなど複雑な動きをすることもあるほか、通常の台風とは逆に東から西に進むことがある（このような台風は「逆走台風」とも呼ばれる場合もあり、2016年の台風10号や、2018年の台風12号などがその例である。）。なお、近年、夏だけではなく、夏以外の季節にもこのような状況が生まれている場合がある背景には、地球温暖化の影響の可能性が指摘されているが、否定している意見も多く、真相のところは、定かではない。また、2つ以上の台風や、台風と寒冷渦が近くに存在する場合、藤原の効果によって太平洋を南下したり、同じ場所に停滞するなどの複雑な進路をとることがある。このような台風は進路予想が困難となる。予報に反した進路を取りやすく、過去に日本列島を奇襲する形で接近・上陸したケースも多数あるため台風情報をこまめに確認することが重要である。

## 過去の「複雑な動きをする台風」の例
| 年   | 台風         | 進路図 | 解説 |
| ---- | ------------ | ------ | --- |
| 1924 | 沖縄台風     |        | 日本のはるか南方洋上を琉球列島に向かって西進し、沖縄本島を通過した後、進路を東寄りに急転し、再び沖縄本島を襲って北上し、東シナ海に入った。「沖縄台風」の名は非公式に付いたもの。 |
| 1950 | ヘリーン台風 |        | 1950年に発生した台風9号である。当時の日本はアメリカ軍の占領下にあって台風にもアメリカ女性名が付けられ、この台風はヘリーン（Helene）と呼ばれた。台湾のはるか東で発生して北西に進み、九州に接近したが、台風10号との相互作用もあって複雑な動きをした。すなわち、九州の南と西の海上でループを描き、更に東シナ海をジグザグに蛇行しながら南下したものである。 |
| 1955 | 09号         |        | 日本の南東海上で発生し北西に進んだが、九州の南の海上に差しかかったところで、突如Uターンして、今度は本州の南を北東に進んだ。最初は日本に向かっているとみられた台風が、結果的に日本に上陸しなかった例である。 |
| 1956 | 17号         |        | 日本の南で発生し、東に進んで円を描き、太平洋を北上した。 |
| 1960 | 14号         |        | 日本の南を放物線を描いて進み、関東の東海上を東進したが、急に西に転向してもと来た経路を引き返し、関東地方に向かった後、再び進路を転じて三陸沖を北上した。 |
| 1963 | 19号         |        | マリアナ諸島付近でループを描くように進み、その後北上して日本に接近したが、上陸はしなかった。 |
| 1964 | 14号         |        | 本州のはるか南東海上で発生、小型の台風として日本の南沖を西から西南西に進み、台風16号との相互作用によって沖縄南東海上で大きく円を描いて進みながら、台風16号を吸収して巨大な台風に成長した。その後ゆっくり北上して奄美大島付近で小さなループを描き、鹿児島県に上陸した。当時、関東地方では、太平洋高気圧に覆われて記録的な水不足となっていたが、この台風による雨で一息ついた。また、台風14号と16号が沖縄南東で互いの重心を回りあいながら運動した状況は、「藤原の効果」を実証した例として知られる。 |
| 1966 | 15号         |        | 沖縄付近の高緯度で発生後、しばらく複雑な動きをして停滞し、その後九州に上陸した。 |
| 1966 | 16号         |        | マリアナ諸島近海で発生後、当初は北に進んでいたが、突然円を描いて旋回し、西進をはじめる。その後中国大陸に上陸した。 |
| 1967 | 24号         |        | 太平洋で発生後、北上し円を描いて旋回した後日本から北東にそれ、そのまま北東へ進んだあと、アリューシャン列島の南で消滅した。 |
| 1968 | 04号         |        | マリアナ諸島付近で発生後、日本に向けて北上し、四国・九州を通過したが、九州付近で急にループを描くように進み、東へ進んだ。 |
| 1968 | 07号         |        | 日本のはるか南東で発生後、しばらくは本州へ向けて北西に進むが、紀伊半島に接近した辺りでゆっくりと南西に進路を変えて徳之島に接近。速度を落として東シナ海で2日ほど停滞した。その後は進路を北東に転じ、対馬海峡を通って日本海へ抜けた後に、ソビエト連邦（当時、現・ロシア）に上陸して温帯低気圧に変わる。 |
| 1971 | 32号         |        | 発生後、西進を続けていた台風だが、フィリピンのルソン島に上陸した後、一旦南シナ海に抜けると、Uターンするように旋回して進んで再度フィリピン北部を通過。その後沖縄の南東海上を北東に進んだ。 |
| 1972 | 07号         |        | 7月7日にマリアナ諸島の南で発生後、北西進しながら発達。しかし12日から14日にかけて、沖ノ鳥島の南西で動きを止め、反転して東北東に進む。この時に台風6号と藤原効果となる。その後は奄美大島の北を西進した後に、南に進み、沖縄の西海上にて4日間かけて大きな楕円を描くような不思議な進路を辿った。この影響で南西諸島は長期間暴風域に入り、影響も長引いた。なおこの台風は、当時としては最長となる19日間の台風期間を記録し、現在は統計開始以降第2位の長寿台風となっている。 |
| 1973 | 06号         |        | 1973年7月18日9時（JST）に日本のはるか南の海上で発生した台風6号は、発達しながら北上したが、紀伊半島の南に達した頃から勢力が衰え始め、22日3時に台風ではない低気圧へと降格した。低気圧は進路を西に転じて、九州を回り込むように進んだ。そして、熊本県の西に達した25日15時に再び台風となって、そのまま熊本県宇土半島に上陸。しかし、上陸後間もない26日3時に再度低気圧に降格した。そのまま九州を横断して四国付近を通過し、最初に低気圧に降格した地点に近い地点へと戻り、3度目の台風に昇格した。そして東海地方に接近した後に消滅した。結果として、2回も復活したこの台風は、以下のような3度もの台風期間を持つこととなった。 |
| 1974 | 14号         |        | 台風の勢力で西寄りに進んで中国華中に上陸。衰弱して「弱い熱帯低気圧（当時の用語）」となってから東進して海上へと進み、再発達して台風となり沖縄経由で東海地方に上陸する進路を取った。 |
| 1976 | 09号         |        | 九州付近で速度が落ち、長崎県近海から天草諸島付近を3日間に渡って複雑な動きをした。当初は熊本県宇土半島に上陸したと気象庁から発表されたが事後解析の結果、上陸は取り消された。 |
| 1978 | 06号         |        | マリアナ諸島近海で大きく楕円を描いた後、奄美付近に進み一旦は温帯低気圧に変わるが、再び台風となって中国大陸に上陸した。 |
| 1978 | 15号         |        | マリアナ諸島の近海でぐるりと円を描くように旋回した後、北上して日本列島に接近した。 |
| 1984 | 25号         |        | マリアナ諸島の東で発生しルソン島で旋回。南下しサマール島沖で消滅した。 |
| 1985 | 12号         |        | 1985年8月24日にマリアナ諸島の北西で発生した台風12号は、北上後に西寄りに進み、九州南部をかすめ東シナ海に達したが、急にUターンするような複雑な進路を辿り、北東進して九州に再び接近。長崎県五島列島から壱岐付近を通過した。 この台風は、8月28日に台風14号と、30日に台風13号と藤原の効果を起こし、相手の台風との中間にある点の周りを反時計回りに回転している。 |
| 1985 | 13号         |        | 同年の台風12号・14号とともに、藤原の効果により複雑な経路を見せた。8月26日に沖縄の南海上で発生後、反時計回りに回転するような進路を取って東へ進み、北上して31日に九州に上陸。その後は日本海と北海道を抜けた。 |
| 1986 | 14号         |        | 19日間以上にわたり南シナ海北部に居座って非常に複雑な動きをし、台湾やフィリピン、中国などに相次いで接近・上陸を繰り返す。現在、統計史上最も長い寿命（熱帯低気圧に降格していた期間を含む）を持つ台風である。 |
| 1990 | 11号         |        | 九州付近から日本の南へと南下した後、進路を転じて北上し、静岡県に上陸した。 |
| 1991 | 20号         |        | 台湾・フィリピンの近海及び南シナ海で、2週間以上にわたって複雑な動きをした後、中国大陸に上陸した。 |
| 1994 | 31号         |        | 太平洋のマーシャル諸島付近で発生し、フィリピンの東で円を描いた後北東方向へ進んだ。 |
| 1996 | 12号         |        | 8月6日に日本のはるか南で発生し、九州方面に北上した後、数日にわたり沖縄近海でゆっくりと複雑な進路を取り、14日に九州に上陸した。 |
| 1996 | 25号         |        | マナリア諸島付近から発生し、その後、フィリピン付近でループをし、タイ南部で消滅した |
| 1997 | 09号         |        | 7月20日にフィリピンの東で発生後、発達しながら北上して26日に徳島県に上陸した後、岡山県に再上陸して一旦は日本海へ抜けたが、28日になると、北陸地方西部から東海地方へと南下する変わった経路を示した。 |
| 2000 | 19号         |        | 北マリアナ諸島近海で発生した後、西進していた熱帯低気圧が、10月22日に台風となり、その後沖縄に接近。先島諸島付近で円を描くような複雑な経路を示し、27日に温帯低気圧に変わった。 |
| 2001 | 16号         |        | 沖縄の南で発生し、約10日間に渡って沖縄付近で複雑な動きをした。沖縄では長時間にわたって暴風雨にさらされ、島のライフラインに影響が出るなどした。 |
| 2002 | 11号         |        | 日本のはるか南東で発生後、しばらくは西進していたが、沖縄の南東海上で楕円を描くような経路を示し、その後北上して、九州に接近した後に消滅した。 |
| 2003 | 18号         |        | 10月21日、マリアナ諸島近海で発生した18号は約1週間かけて太平洋高気圧の縁を一周し、まるで円を描くような進路を取った。この進路は非常に珍しい進路で、前例もなかった。 |
| 2004 | 25号         |        | 11月17日に発生した25号は、フィリピンの東海上で複雑な動きをしながら勢力を強めた。その後フィリピンに上陸し、各地に被害をもたらした後、南シナ海を通ってベトナムやタイなどに接近した。 |
| 2008 | 19号         |        | 熱帯低気圧としてフィリピンを通過後、南シナ海で台風となり、迷走して複雑な経路を見せた。 |
| 2009 | 17号         |        | 9月29日にカロリン諸島で発生。その後、10月3日にフィリピンのルソン島に上陸した。いったんはバシー海峡に抜けたものの、台風18号との藤原効果で再びルソン島に上陸。その後も、退避・再上陸を経つつも、ルソン島付近に長く停滞し、10月10日に南シナ海に抜けた。 |
| 2011 | 06号         |        | 7月12日に南鳥島近海で発生。西に進み、途中で進路を北寄りに変え、本州へ向かう。7月20日に徳島県南部に上陸するもすぐに通過し、そのまま東進し和歌山県潮岬に上陸するも、すぐに太平洋方面に抜ける。その後は進路を南に変え日本列島の南東をさまようが、7月22日に再度進路を北に転じ、本州の東の海上で温帯低気圧に変わった。この台風のように、一度日本に上陸した後、そのまま一気に北上することなく、一旦南下して再度北上するケースはかなり稀であった。 |
| 2011 | 15号         |        | 9月13日に日本の南で発生し、その後ゆっくりと発達しながら西に移動し、沖縄本島近海で停滞。その後北上かと思われた台風は、3日間かけて反時計回りの円を描いて一周迷走し、その後一時北に移動し、急激に速度を早め発達しながら、北東に進み、9月21日午後2時過ぎに静岡県浜松市付近に上陸。徐々に勢力を弱めたが、さらに速度を上げ、東海・関東・東北地方を縦断し。9月21日22時頃に太平洋に抜けた。その後も勢力を保ちながら、北海道道東を暴風域に巻き込み、9月22日午後3時頃千島近海で温帯低気圧に変わった。 |
| 2012 | 14号         |        | 8月19日にフィリピンの東の海上で発生し、その後、発達しながら北上。先島諸島の南で西向きに進路を変更。そのまま西へ進むかと思われた台風は、台湾の西の海上で東に進路を変え先島諸島に再接近。先島諸島を通過し、済州島、朝鮮半島に上陸し、韓国に甚大な被害をもたらす。台風は、8月30日21時に朝鮮半島で消滅した。 |
| 2012 | 21号         |        | 10月7日に日本のはるか南で発生後、西に進み、沖縄の南の海上で複雑な動きをして停滞。この影響で、沖縄地方では波が高い状態が続いた。 |
| 2016 | 10号         |        | 熱帯低気圧として北西方向に進み日本付近に接近したが、伊豆諸島付近で南西寄りの方向に進み、8月21日に四国沖で台風となった。その後南下を続けたが、8月26日に今度は北方向に進路を変え、結果的に日本の南の海上で反時計回りの円を描く進路を取った後、発達しながら8月30日に岩手県大船渡市付近に上陸。東北地方の太平洋側に台風が上陸したのは観測史上初めてのことであり、北日本の各地に大きな被害をもたらした。翌31日、日本海で温帯低気圧に変わった。 |
| 2016 | 19号         |        | 10月3日にグアム島近海で熱帯低気圧として発生し、10月6日に台風に昇格。南シナ海で停滞し複雑な動きを見せ、10月10日に熱帯低気圧に降格し南下しつつ消滅した。 |
| 2017 | 05号         |        | 7月21日に南鳥島近海で発生し、台風6号の南で大きな楕円を描くように進み、小笠原諸島沖でいわゆる「迷走」をし、小笠原諸島に接近し、その後、北西に進んだ。台風は8月7日に和歌山県北部に上陸した後、8月9日に日本海で温帯低気圧に変わった。 |
| 2018 | 12号         |        | 7月25日に発生し、北進から東へと一度は進んだものの、その後太平洋沖から関東地方、北九州へと、東から西方向に進み、更には種子島付近へと南に進んだ後、2度ループを描くように進んだ。「トロコイダル運動」と呼ばれる。日本付近を覆っていた太平洋高気圧とチベット高気圧が北日本・朝鮮半島に存在していた事により行く手を阻まれた上、日本の南海上に居座った寒冷渦の影響で反時計回りに移動したとされている。 |
| 2021 | 14号         |        | 9月7日にフィリピンの東で発生し、沖縄近海まで北上したものの、その後東シナ海で停滞し複雑な動きを見せ、福岡県に上陸した。 |
| 2022 | 11号         |        | 8月23日に南鳥島近海で発生し、沖縄の南まで西進したが、付近に熱帯低気圧があったため、南西へ進路を変えた。台風は沖縄近海で停滞した後北上し温帯低気圧に変わった。 |
| 2023 | 6号          |        | 7月28日にフィリピンの東海上で発生し、沖縄の南まで北上したが、進路を西よりに変え、しばらく西進。沖縄近海で長期間停滞し、Uターンし進路を東よりに変えると、もう一度沖縄本島に接近し、北上。韓国に上陸し、朝鮮半島で温帯低気圧に変わった。 |
| 2023 | 9号          |        | 8月22日に沖縄の南で発生し、ループを描くように進みながら発達。「猛烈」な勢力で西に進み、その後は勢力を弱めながらも、中国広東省の江門市に上陸し、広東省茂名市付近で熱帯低気圧に降格した。 |